# Giovanni Spinelli
Giovanni Spinelli (Brindisi, 21 aprile 1971) è un ex calciatore italiano, di ruolo attaccante.

## Carriera
Nella stagione 1991-1992 ha giocato 5 partite in Serie A con la maglia dell'Ascoli, prima di essere ceduto al Messina durante il mercato autunnale. Con i bianconeri marchigiani ha giocato anche diverse partite di Serie B, categoria nella quale è sceso in campo anche con la maglia della Salernitana.
Nella stagione 2011-2012 milita in Promozione Puglia con il San Vito dei Normanni, mentre nella stagione 2012-2013 è in forza al Manduria in Eccellenza Pugliese.